# Muyscacris panchlora
Muyscacris panchlora är en insektsart som beskrevs av Morgan Hebard 1923. Muyscacris panchlora ingår i släktet Muyscacris och familjen gräshoppor. Inga underarter finns listade i Catalogue of Life.